# Sumba
Sumba je jedním z velkých ostrovů Malých Sund. Blízkými velkými ostrovy jsou Sumbawa na severozápadě, Flores na severu a Timor na východě.

## Geografie
Sumba je třináctým největším ostrovem Indonésie, patří k jejím nejjižnějším ostrovům. Vnitrozemí ostrova je hornaté, výše než 1000 m n. m. však leží pouze malá část plochy. Nejvyšším vrcholem je Wanggameti na jihovýchodě ostrova.
Srážky jsou sezonní, hlavním zdrojem jsou monzunové deště. Období sucha je méně patrné na jižních svazích hor při jižním pobřeží.

## Obyvatelstvo

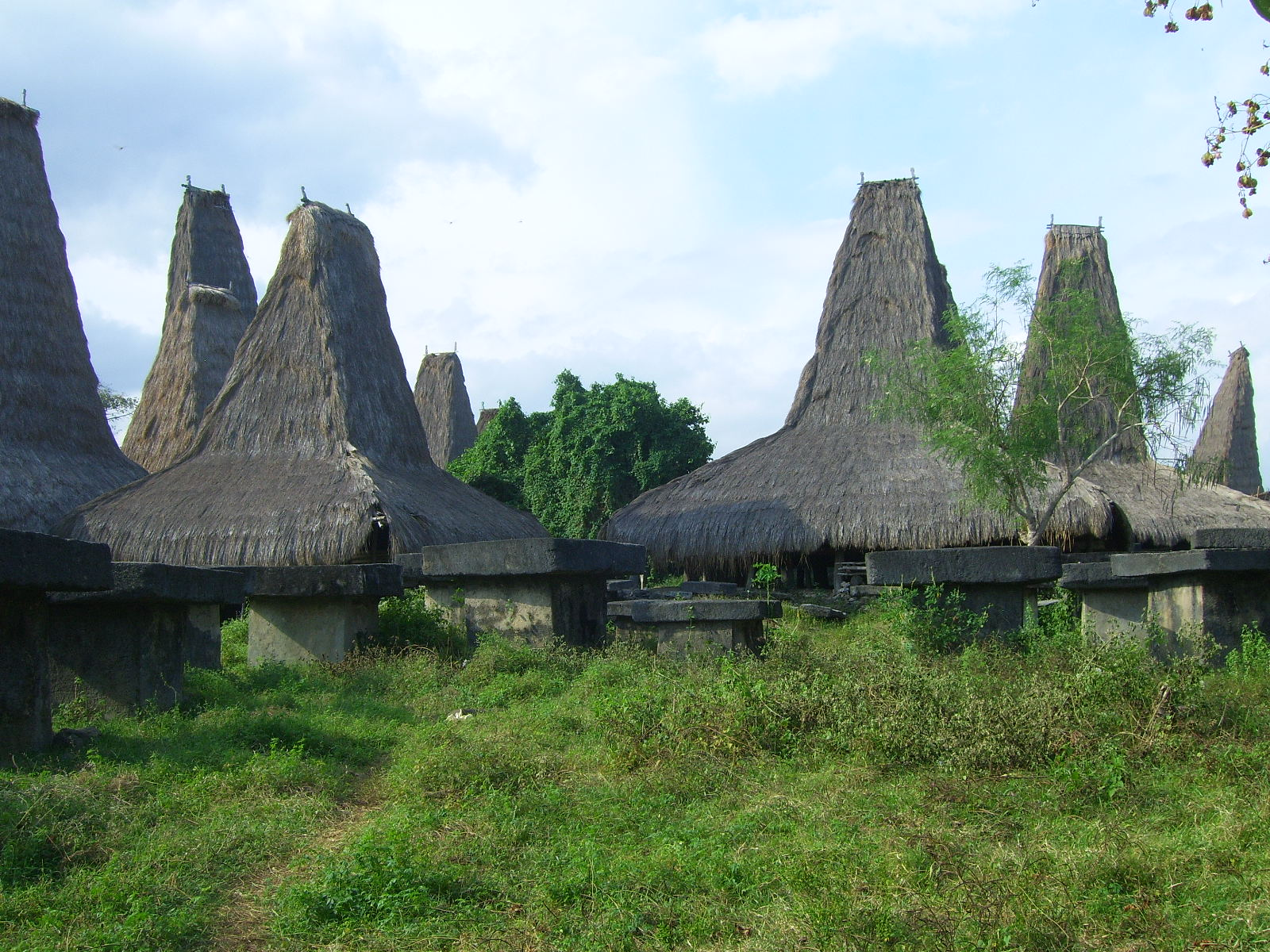
Tradiční domy na západě Sumby

Ostrov není příliš hustě zalidněn (kolem 55 obyv. na km² v roce 2005). Nejsou zde žádná velkoměsta, v největším městě Waingapu na severovýchodním pobřeží žije okolo 50 000 lidí. Dalším větším městem je Waikabubak.
Na ostrově žije 24 kmenů, hovořících blízce příbuznými jazyky či dialekty. Nejvýznamnější je jazyk kambera na východně ostrova, a dále menší jazyky wejewa, wanukaka a kodi na západě

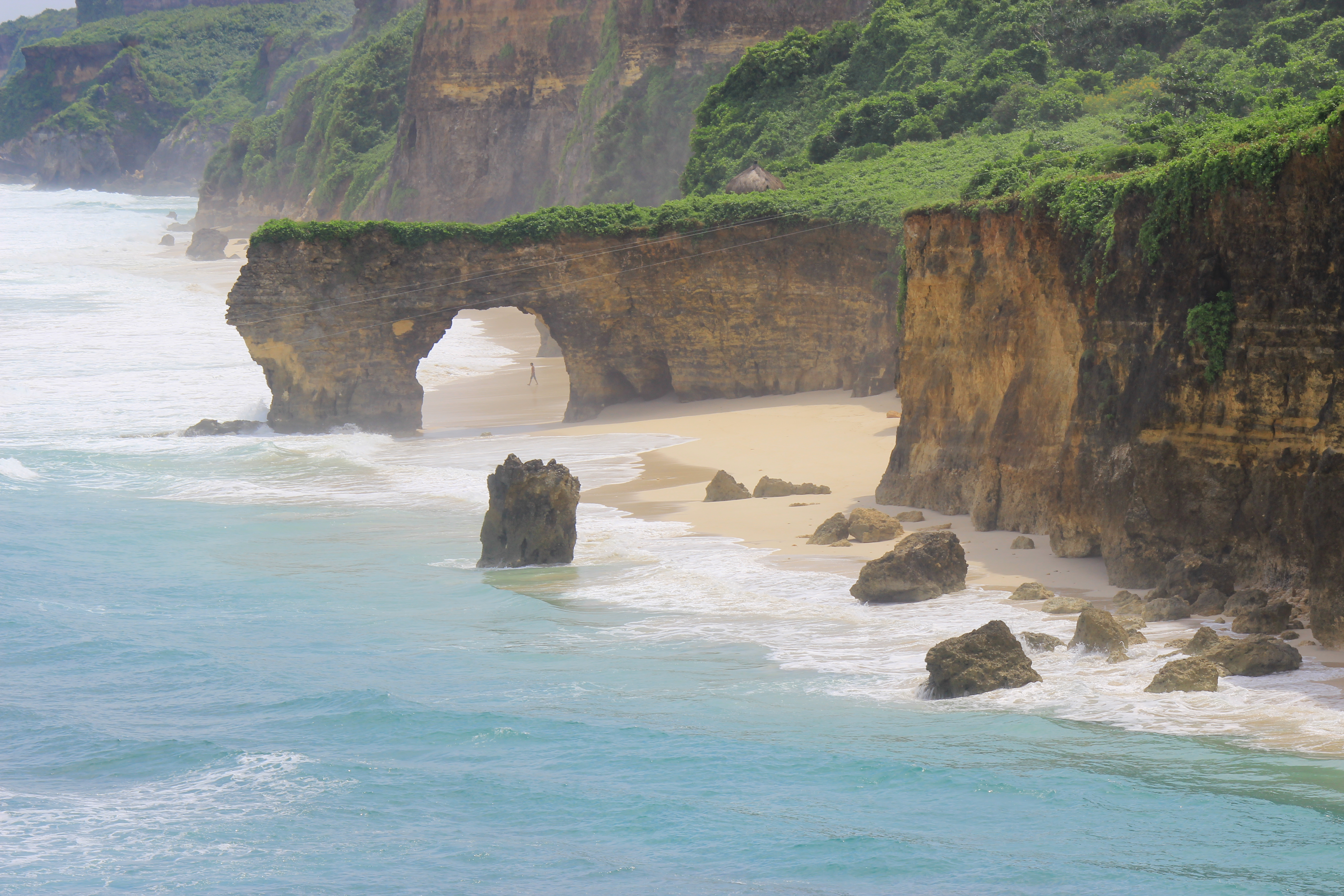
Pobřeží ostrova Sumba

Sumba patří mezi chudé oblasti Indonésie, velká část obyvatel žije pod hranicí chudoby. Produkce potravin je závislá na krátkém období dešťů. Na většině ostrova například nelze v tomto období vypěstovat dostatek rýže, ostrov je tak často závislý na potravinové pomoci od vlády. Nízká je také úroveň zdravotní péče, oblast má vysokou kojeneckou úmrtnost, problémem je i častý výskyt malárie. Na druhou stranu má ostrov velké kulturní bohatství, z památek jsou to např. megalitické hrobky a monolity v údolí Anakalang. Dochovalo se množství tradic a zejména odlehlejší oblasti ostrova stále žijí původním životem. K nejpozoruhodnějším tradicím patří pasola, bojová hra, v níž jezdci na místních drobných konících vzájemně bojují dřevěnými oštěpy. Je to tvrdá hra, při níž dochází i ke smrtelným zraněním. Koná se tradicně v březnu, před zahájením setí rýže.
Většina obyvatel vyznává křesťanství, ale přežívá i původní animistické náboženství marapu, spojené s uctíváním bohyně Měsíce Ina Kalada a boha slunce Ama Kalada. Důležitý je také kult předků. Bohům a předkům obyvatelé přinášejí zvířecí oběti - slepice, vepře či buvoly. Nejvíce zvířat se tradičně obětuje při pohřbu.

## Ekologie

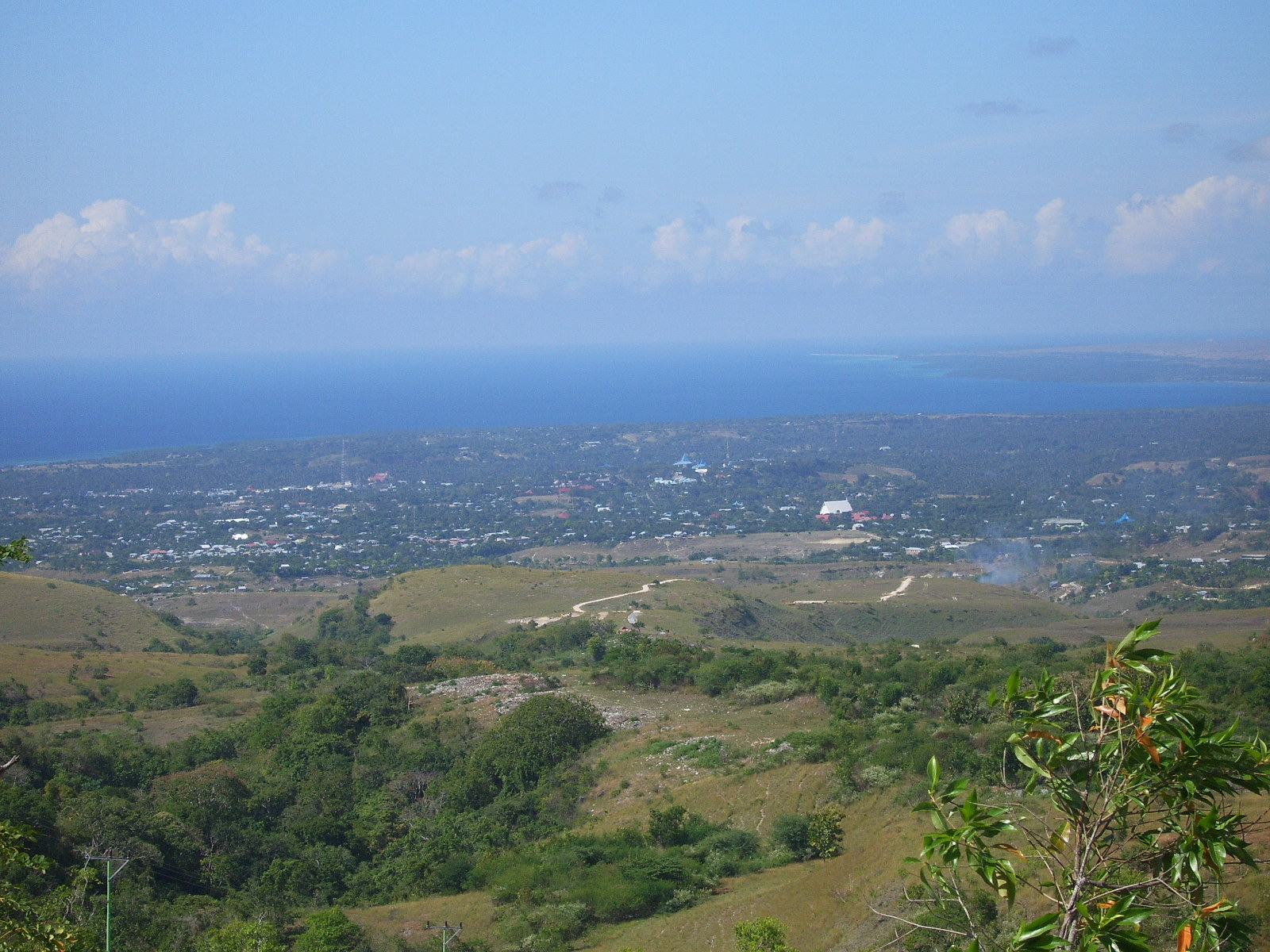
Pohled na město Waingapu a okolní krajinu

Vzhledem k sezonnosti srážek pokrývaly původně většinu ostrova opadavé monzunové lesy. Jižní svahy na jižním pobřeží mají dostatek srážek po celý rok, jsou pokryty stálezeleným deštným lesem. Většina území však již byla odlesněna především za účelem získání zemědělské půdy, přeměněny byly asi tři čtvrtiny plochy ostrova. Dnes jsou pro ostrov typické především savany a travnaté plochy.
Některé zachovalé fragmenty původní přírody jsou chráněny. Na ostrově se nachází 2 národní parky (Manupeu Tanah Daru a Laiwangi Wanggameti).